# Tomophyllum secundum
Tomophyllum secundum är en stensöteväxtart som först beskrevs av Henry Nicholas Ridley, och fick sitt nu gällande namn av Barbara S. Parris. Tomophyllum secundum ingår i släktet Tomophyllum och familjen Polypodiaceae. Inga underarter finns listade.